# 貪污調查局
貪污調查局（又稱反貪局，縮寫为 CPIB）是新加坡政府的獨立機構，前身是新加坡警察之反貪污科，負責調查和檢控公共和私營部門貪污行為，由英國殖民政府於1952年設立，是亞洲區首家反貪機構，亦是歷史悠久的亞洲反貪污機構。
調查局既是行政機構，又是執法部門。雖然主要職能是調查貪污，有權調查新加坡公、私部門任何可能涉及貪污的刑事案件。
貪污調查局直接隸屬於總理公署，其局長直接向總理負責。因此，貪污調查局獨立於新加坡警察部隊和其他政府機構，以防止任何不當的干涉。
它還具類似新加坡内部安全局的權力，可在沒有逮捕證的情況下，逮捕涉嫌違反該國《反貪污法》的人。

## 反貪污法
反貪污法賦予貪污調查局在調查貪污時廣泛的權力，如：
- 調查被懷疑人的帳戶，包括銀行、股份、費用，還可調查其妻子、兒女和代理人的帳目。
- 有權面見證人。
- 有權調查任何在貪污調查過程中披露的其他重大罪行。
- 可以向犯貪污罪的人罰款，沒收受賄財物，更可判7年以下的監禁。

## 外部連結
- 貪污調查局官方網站 （页面存档备份，存于）